# PanAm Aquatics
PanAm Aquatics (denominada hasta 2022 Unión Americana de Natación, UANA) es la asociación continental de natación en el continente americano.
En español y en francés es comúnmente referida como UANA (Unión Americana de Natación o Unión Américaine de Natation), y en inglés a veces puede ser mencionada como ASUA (Amateur Swimming Union of the Americas: Unión Americana de Natación Amateur).
La UANA fue fundada durante los Juegos Olímpicos de 1948 en Londres.

## Organización
La UANA está dividida en cuatro zonas, cada una con su programa de competencias:
- Zona 1: CONSANAT; Confederación Sudamericana de Natación.
- Zona 2: CCCAN; Confederación Centroamericana y del Caribe de Natación.
- Zona 3: USAS; Federación Estadounidense de Deportes Acuáticos.
- Zona 4: AFC; Federación Acuática Canadiense.

Países miembros y abreviaciones según FINA: 
| (ARG) (BOL) (BRA) (CHI) | (COL) (ECU) (GUY) (PAR) | (PER) (SUR) (URU) (VEN) |

| (ANT) (ARU) (BAH) (BAR) (BER) (IVB) (CAY) (CRC) (CUB) | (DMA) (DOM) (ESA) (GRN) (GUA) (HON) (JAM) (MEX) | (AHO) (NCA) (PAN) (PUR) (SKN) (LCA) (VIN) (TRI) (ISV) |

Nota: Las  Islas Turcas y Caicos a la fecha de noviembre de 2011 no está listada como miembro de la CCCAN, confederación a la que pertenecen geográficamente, por lo tanto no son tampoco miembro de UANA.